# Tuolumne Meadows Ranger Stations and Comfort Stations
Les Tuolumne Meadows Ranger Stations and Comfort Stations sont des bâtiments formant un district historique dans le comté de Tuolumne, en Californie, dans le sud-ouest des États-Unis. Protégé au sein du parc national de Yosemite, ce district comprend deux stations de rangers et trois blocs sanitaires construits à compter de 1924 dans un style rustique. Il est inscrit au Registre national des lieux historiques depuis le 18 décembre 1978.